# Samir Toplak
Samir Toplak (ur. 23 kwietnia 1970 w Varaždinie) – chorwacki trener piłkarski, a wcześniej piłkarz występujący na pozycji obrońcy. Dwukrotny reprezentant Chorwacji. 

## Kariera klubowa
Toplak zawodową karierę rozpoczął w 1992 roku w chorwackim zespole Varteks Varaždin. W 1996 oraz w 1998 roku zdobył z nim mistrzostwo Chorwacji. W 1998 roku odszedł do niemieckiego VfL Bochum z Bundesligi. Zadebiutował w niej 8 września 1998 roku w wygranym 2:0 pojedynku z Werderem Brema, w którym strzelił także gola. W 1999 roku spadł z zespołem do 2. Bundesligi, ale w 2000 wrócił z nim do Bundesligi. W 2001 roku Toplak ponownie spadł z Bochum do 2. Bundesligi. Spędził tam jeszcze rok.
W 2002 roku wrócił do Varteksu. Tym razem grał tam przez rok. Po zakończeniu kariery trenował NK Varaždin, a w 2011 roku został szkoleniowcem zespołu HNK Cibalia. W swojej karierze trenował kluby HNK Gorica, NK Zelina oraz przez 6 lat Inter Zaprešić.

## Kariera reprezentacyjna
W reprezentacji Chorwacji Toplak rozegrał 2 spotkania. Zadebiutował w niej 20 kwietnia 1994 roku w przegranym 1:4 towarzyskim meczu ze Słowacją. Po raz drugi w drużynie narodowej wystąpił natomiast 17 sierpnia 1994 roku w wygranym 4:0 towarzyskim pojedynku z Izraelem.